# Conothele trachypus
Conothele trachypus är en spindelart som beskrevs av Kulczynski 1908. Conothele trachypus ingår i släktet Conothele och familjen Ctenizidae. Inga underarter finns listade i Catalogue of Life.